# Philippe Maurin
Pour les articles homonymes, voir Maurin.
Philippe Maurin, né le 13 décembre 1913 à Paris et mort le 13 mai 2008  dans la même ville, est un général d'armée aérienne français.

## Famille
C'est le fils du général Louis Maurin, ministre de la Guerre. Son frère François Maurin (né à Paris en 1918) a été chef d'état-major des armées (1971-1975).

## Distinctions
- Grand-croix de la Légion d'honneur
- Croix de guerre 1939–1945
- Croix de guerre des Théâtres d'opérations extérieurs
- Croix de la Valeur militaire
- 11 fois cité à l'ordre de l'armée